# Eleições presidenciais de 2016 em Matosinhos

## Resultados oficiais
| Candidato               | Candidato                | Votos   | %               |
| ----------------------- | ------------------------ | ------- | --------------- |
|                         | Marcelo Rebelo de Sousa  | 37 119  | 46,12 / 100,00  |
|                         | António Sampaio da Nóvoa | 21 461  | 26,66 / 100,00  |
|                         | Marisa Matias            | 9 505   | 11,81 / 100,00  |
|                         | Maria de Belém Roseira   | 3 777   | 4,69 / 100,00   |
|                         | Paulo de Morais          | 2 680   | 3,33 / 100,00   |
|                         | Vitorino Silva           | 2 614   | 3,25 / 100,00   |
|                         | Edgar Silva              | 2 204   | 2,74 / 100,00   |
|                         | Henrique Neto            | 660     | 0,82 / 100,00   |
|                         | Jorge Sequeira           | 363     | 0,45 / 100,00   |
|                         | Cândido Ferreira         | 107     | 0,13 / 100,00   |
| Votos Inválidos         | Votos Inválidos          | 1 781   | 2,16 / 100,00   |
| Total                   | Total                    | 82 271  | 100,00 / 100,00 |
| Eleitorado/Participação | Eleitorado/Participação  | 150 948 | 54,50 / 100,00  |

## Resultados por Freguesia
Os resultados dos candidatos por freguesia foram os seguintes:
| Freguesia                               | %     | %     | %     | %    | %    | %    | %    | %    | %    | %    | Votantes |
| Freguesia                               | MRS   | ASN   | MM    | MBR  | PM   | VS   | ES   | HN   | JS   | CF   | Votantes |
| --------------------------------------- | ----- | ----- | ----- | ---- | ---- | ---- | ---- | ---- | ---- | ---- | -------- |
| Custóias, Leça do Balio e Guifões       | 42,84 | 27,64 | 12,91 | 5,40 | 2,85 | 3,89 | 3,07 | 0,66 | 0,52 | 0,21 | 20 494   |
| Matosinhos e Leça da Palmeira           | 49,12 | 26,70 | 10,46 | 4,00 | 3,50 | 2,43 | 2,29 | 1,00 | 0,41 | 0,09 | 23 716   |
| Perafita, Lavra e Santa Cruz do Bispo   | 47,12 | 23,85 | 11,90 | 6,02 | 3,08 | 4,38 | 2,10 | 0,96 | 0,43 | 0,16 | 13 143   |
| São Mamede de Infesta e Senhora da Hora | 45,43 | 27,31 | 12,14 | 4,06 | 3,69 | 2,90 | 3,23 | 0,71 | 0,44 | 0,10 | 24 918   |
| Matosinhos                              | 46,12 | 26,66 | 11,81 | 4,69 | 3,33 | 3,25 | 2,74 | 0,82 | 0,45 | 0,13 | 82 271   |

#### Custóias, Leça do Balio e Guifões
| Candidato               | Candidato                | Votos  | %               |
| ----------------------- | ------------------------ | ------ | --------------- |
|                         | Marcelo Rebelo de Sousa  | 8 594  | 42,84 / 100,00  |
|                         | António Sampaio da Nóvoa | 5 546  | 27,64 / 100,00  |
|                         | Marisa Matias            | 2 591  | 12,91 / 100,00  |
|                         | Maria de Belém Roseira   | 1 084  | 5,40 / 100,00   |
|                         | Vitorino Silva           | 780    | 3,89 / 100,00   |
|                         | Edgar Silva              | 616    | 3,07 / 100,00   |
|                         | Paulo de Morais          | 572    | 2,85 / 100,00   |
|                         | Henrique Neto            | 133    | 0,66 / 100,00   |
|                         | Jorge Sequeira           | 105    | 0,52 / 100,00   |
|                         | Cândido Ferreira         | 42     | 0,21 / 100,00   |
| Votos Inválidos         | Votos Inválidos          | 431    | 2,10 / 100,00   |
| Total                   | Total                    | 20 494 | 100,00 / 100,00 |
| Eleitorado/Participação | Eleitorado/Participação  | 37 192 | 55,10 / 100,00  |

#### Matosinhos e Leça da Palmeira
| Candidato               | Candidato                | Votos  | %               |
| ----------------------- | ------------------------ | ------ | --------------- |
|                         | Marcelo Rebelo de Sousa  | 11 407 | 49,12 / 100,00  |
|                         | António Sampaio da Nóvoa | 6 200  | 26,70 / 100,00  |
|                         | Marisa Matias            | 2 429  | 10,46 / 100,00  |
|                         | Maria de Belém Roseira   | 929    | 4,00 / 100,00   |
|                         | Paulo de Morais          | 814    | 3,50 / 100,00   |
|                         | Vitorino Silva           | 565    | 2,43 / 100,00   |
|                         | Edgar Silva              | 531    | 2,29 / 100,00   |
|                         | Henrique Neto            | 232    | 1,00 / 100,00   |
|                         | Jorge Sequeira           | 96     | 0,41 / 100,00   |
|                         | Cândido Ferreira         | 21     | 0,09 / 100,00   |
| Votos Inválidos         | Votos Inválidos          | 492    | 2,07 / 100,00   |
| Total                   | Total                    | 23 716 | 100,00 / 100,00 |
| Eleitorado/Participação | Eleitorado/Participação  | 43 643 | 54,34 / 100,00  |

#### Perafita, Lavra e Santa Cruz do Bispo
| Candidato               | Candidato                | Votos  | %               |
| ----------------------- | ------------------------ | ------ | --------------- |
|                         | Marcelo Rebelo de Sousa  | 6 054  | 47,12 / 100,00  |
|                         | António Sampaio da Nóvoa | 3 064  | 23,85 / 100,00  |
|                         | Marisa Matias            | 1 529  | 11,90 / 100,00  |
|                         | Maria de Belém Roseira   | 774    | 6,02 / 100,00   |
|                         | Vitorino Silva           | 563    | 4,38 / 100,00   |
|                         | Paulo de Morais          | 396    | 3,08 / 100,00   |
|                         | Edgar Silva              | 270    | 2,10 / 100,00   |
|                         | Henrique Neto            | 123    | 0,96 / 100,00   |
|                         | Jorge Sequeira           | 55     | 0,43 / 100,00   |
|                         | Cândido Ferreira         | 20     | 0,16 / 100,00   |
| Votos Inválidos         | Votos Inválidos          | 295    | 2,24 / 100,00   |
| Total                   | Total                    | 13 143 | 100,00 / 100,00 |
| Eleitorado/Participação | Eleitorado/Participação  | 25 443 | 51,66 / 100,00  |

#### São Mamede de Infesta e Senhora da Hora
| Candidato               | Candidato                | Votos  | %               |
| ----------------------- | ------------------------ | ------ | --------------- |
|                         | Marcelo Rebelo de Sousa  | 11 064 | 45,43 / 100,00  |
|                         | António Sampaio da Nóvoa | 6 651  | 27,31 / 100,00  |
|                         | Marisa Matias            | 2 956  | 12,14 / 100,00  |
|                         | Maria de Belém Roseira   | 990    | 4,06 / 100,00   |
|                         | Paulo de Morais          | 898    | 3,69 / 100,00   |
|                         | Edgar Silva              | 787    | 3,23 / 100,00   |
|                         | Vitorino Silva           | 706    | 2,90 / 100,00   |
|                         | Henrique Neto            | 172    | 0,71 / 100,00   |
|                         | Jorge Sequeira           | 107    | 0,44 / 100,00   |
|                         | Cândido Ferreira         | 24     | 0,10 / 100,00   |
| Votos Inválidos         | Votos Inválidos          | 563    | 2,26 / 100,00   |
| Total                   | Total                    | 24 918 | 100,00 / 100,00 |
| Eleitorado/Participação | Eleitorado/Participação  | 44 670 | 55,78 / 100,00  |